# Cate Shortland
Cate Shortland (Temora, 1968. augusztus 10. –) ausztrál filmrendező és forgatókönyvíró.
Nemzetközi hírnévre első, Cigánykerék című 2004-es nagyjátékfilmjével tett szert. Ezt követte a Lore (2012) című történelmi dráma, a Berlin-szindróma (2017) című lélektani thriller és a Fekete Özvegy (2021) című szuperhősfilm. 

## Élete
1968. augusztus 10-én született az új-dél-walesi Temorában. Az Australian Film, Television and Radio Schoolban végzett, ahol megkapta a legígéretesebb diáknak járó Southern Star-díjat.
Áttért a judaizmusra. 2009-ben ment hozzá Tony Krawitz filmrendezőhöz, és két gyermekük van.

## Filmográfia

### Film
| Év   | Magyar cím       | Eredeti cím     | Feladatkör | Feladatkör  | Megjegyzések    |
| Év   | Magyar cím       | Eredeti cím     | Rendező    | Író         | Megjegyzések    |
| ---- | ---------------- | --------------- | ---------- | ----------- | --------------- |
| 1998 |                  | Pentuphouse     | Igen       | Igen        | rövidfilm       |
| 1999 |                  | Flowergirl      | Igen       | Igen        | rövidfilm       |
| 2000 |                  | Joy             | Igen       | Igen        | rövidfilm       |
| 2004 | Cigánykerék      | Somersault      | Igen       | Igen        |                 |
| 2012 |                  | Lore            | Igen       | Igen        |                 |
| 2017 | Berlin-szindróma | Berlin Syndrome | Igen       | Részlegesen | közreműködő író |
| 2021 | Fekete Özvegy    | Black Widow     | Igen       | Nem         |                 |

### Televízió
| Év        | Magyar cím     | Eredeti cím            | Feladatkör | Feladatkör | Megjegyzések           |
| Év        | Magyar cím     | Eredeti cím            | Rendező    | Író        | Megjegyzések           |
| --------- | -------------- | ---------------------- | ---------- | ---------- | ---------------------- |
| 2001–2003 | Titkos életünk | The Secret Life of Us  | Igen       | Nem        | 10 epizód              |
| 2002–2003 |                | Bad Cop, Bad Cop       | Igen       | Nem        | minisorozat (4 epizód) |
| 2006      | A némaság ára  | The Silence            | Igen       | Nem        | tévéfilm               |
| 2012      |                | The Slap               | Nem        | Igen       | minisorozat (1 epizód) |
| 2014      |                | Devil's Playground     | Nem        | Igen       | minisorozat (1 epizód) |
| 2015      |                | Deadline Gallipoli     | Nem        | Igen       | minisorozat (1 epizód) |
| 2016      |                | The Kettering Incident | Nem        | Igen       | minisorozat (2 epizód) |
| 2019      |                | SMILF                  | Igen       | Nem        | 4 epizód               |
| 2023      |                | Three Women            | Igen       | Nem        | 2 epizód               |

## Fordítás
- Ez a szócikk részben vagy egészben  a   Cate Shortland című angol Wikipédia-szócikk ezen változatának fordításán alapul.  Az eredeti cikk szerkesztőit annak laptörténete sorolja fel. Ez a jelzés csupán a megfogalmazás eredetét és a szerzői jogokat jelzi, nem szolgál a cikkben szereplő információk forrásmegjelöléseként.